# Brookhaven (condado de Suffolk)
Brookhaven es un lugar designado por el censo (o aldea) ubicado en el condado de Suffolk en el estado estadounidense de Nueva York. En el año 2000 tenía una población de 3,570 habitantes y una densidad poblacional de 227.9 personas por km².

## Geografía
Según la Oficina del Censo, la ciudad tiene un área total de 16 km² (6,2 mi²), de la cual 15,7 km² (6,1 mi²) es tierra y 0,3 km² (0,1 mi²) (2.10%) es agua.
Según el Diccionario Enciclopédico Abreviado Espasa Calpe (1965), pueblecito de verano de los Estados Unidos, en el de Nueva York y en la parte centro-meridional de la isla Long Island; 518 habitantes. A 11 km al N. se encuentra el Laboratorio Nacional de Brookhaven para investigaciones atómicas.

## Demografía
Según la Oficina del Censo en 2000 los ingresos medios por hogar en la localidad eran de $70,357, y los ingresos medios por familia eran $80,863. Los hombres tenían unos ingresos medios de $49,886 frente a los $33,611 para las mujeres. La renta per cápita para la localidad era de $27,044. Alrededor del 11.5% de la población estaban por debajo del umbral de pobreza.